# Eugène Delahaye
Pour les articles homonymes, voir Delahaye (homonymie).
Eugène Delahaye est un journaliste et essayiste français né le 30 juin 1881 à Lille et décédé le 21 avril 1954 à Rennes.

## Biographie
Fils d'un pharmacien lillois, il est élève d'un collège de jésuites à Lille puis étudiant en droit à l'Université catholique de cette ville (surnommée « la Catho ») durant cinq ans. Il a animé une petite revue d'étudiants catholiques, A la voile. Revue de la jeunesse catholique de la région du Nord, liée à l'ACJF ; il en est le secrétaire de rédaction à partir de décembre 1903, date à laquelle il applaudit les idées de Marc Sangnier car « voulant comme lui pratiquer le catholicisme dans son plus large sens et suivre sans distinction comme sans discussion toutes les directions pontificales ». Il a aussi été le secrétaire de la Conférence Jeanne d'Arc, un cercle d'étudiants catholiques qui réfléchissent sur des thèmes comme les droits des catholiques, la franc-maçonnerie, la famille, donnent des conférences et militent lors des élections. Enfin, il a été brièvement le secrétaire d'Alfred Reboux, directeur et propriétaire du Journal de Roubaix, un quotidien catholique.
En décembre 1905, à 24 ans, il s'installe à Rennes comme rédacteur du quotidien Le Nouvelliste de Bretagne dont le nouveau directeur est son « ami d'enfance », son condisciple du collège de jésuites et de « la Catho », Jules Dassonville. Le quotidien vient alors de passer sous le contrôle d'un consortium de presse, La Presse régionale, contrôlé par des hommes d'affaires catholiques du Nord et fondé par Paul Féron-Vrau, qui a chargé Dassonville de diriger le quotidien. Dassonville nomme Delahaye rédacteur principal, rédacteur en chef, et enfin en 1913 directeur de ce quotidien catholique, organe officieux de l'Archevêché.
Il se marie en 1904 en Bretagne. Il est mobilisé durant la guerre de 1914-18 comme sous-lieutenant au 41e régiment d'infanterie. Il participe aux offensives et à la guerre de position, à Verdun, en Argonne, en Champagne. En 1916, il fonde et anime un journal pour son régiment, Grenadia. Il envoie parfois à Dassonville, revenu à Rennes, des lettres du front, publiées dans Le Nouvelliste. Alors commandant d'une compagnie, il est fait prisonnier en mai 1918 dans l'Aisne, interné au camp de Posen, puis rapatrié en mai 1919.
Il est fait chevalier de la Légion d'honneur en raison de sa conduite durant la guerre, en 1920. Il est membre du comité de la section de Rennes de l'Union nationale des combattants (UNC) après la guerre. Il revient de la guerre aussi patriote qu'avant et hostile aux partis révolutionnaires - des militants d'extrême gauche le conspuent en 1922 lors d'une réunion nationaliste organisée par Le Nouvelliste avec Marcel Habert comme orateur -, et au rapprochement franco-allemand. Il appelle en 1922 à la réhabilitation d'un soldat du 41e fusillé en 1915.
Il retrouve son poste au Nouvelliste, et tente de développer le journal, grâce à des concours sportifs, et notamment un raid hippique annuel. Il prend parti pour « l' union des catholiques », l'alliance des droites catholiques, républicaines et royalistes, en Bretagne. Il bataille contre le quotidien breton de sensibilité démocrate-chrétienne L'Ouest-Éclair, contre l'un de ses fondateurs et gérants, l'abbé Félix Trochu, contre La Vie catholique de Francisque Gay et contre le Parti démocrate populaire, sa stratégie électorale et ses thèses sociales et internationales (l'appui donné à la politique étrangère d'Aristide Briand), notamment à l'occasion de la candidature de Léon Daudet, directeur de l'Action française, dans le Maine-et-Loire, même s'il se défend de faire campagne pour l'Action française : « Je sais en effet qu'on voudrait bien, dans certains milieux, faire croire que nous sommes dans cette affaire les défenseurs de l'Action française, alors que, fidèles à notre ligne invariable de conduite, nous défendons en dehors des partis l'idée sacrée de l'union nécessaire des catholiques ».
Il milite aussi contre la franc-maçonnerie. Ses articles sont publiés dans des brochures antimaçonniques. La première, fondée sur des documents obtenus de la Presse régionale, a été diffusée à cent mille exemplaires. La seconde, Reportages dans les loges maçonniques, est fondée sur des papiers obtenus d'un maçon qui cherchait à se venger. Il participe évidemment au combat des catholiques contre la politique anticléricale du Cartel des gauches.
Il est récompensé par l'Église qui le fait chevalier de l'Ordre de Saint-Grégoire-le-Grand en 1925. Delahaye est l'un des orateurs en 1927 d'un congrès des unions paroissiales, présidé par le cardinal Alexis-Armand Charost, archevêque de Rennes (1921-30) et soutien de Delahaye. Il y annonce l'attachement des catholiques au Saint-Siège et au pape Pie XI, qui pourtant a condamné l'Action française en 1926-27.
Il quitte Le Nouvelliste en 1928, à la suite d'un « différend politique » avec Jules Dassonville, portant sur les rapports entre les catholiques, le Parti démocrate populaire et l'Action française, et après les élections législatives qui ont vu dans l'Ouest ce qu'il nomme la « collusion honteuse » entre le PDP et les gauches, qui a provoqué la défaite électorale de députés sortants monarchistes. Pourtant, il n'appartenait pas à l'Action française et la majorité du conseil d'administration (11 membres sur 13) le soutenait. Dassonville lui a offert de demeurer à son poste, mais il a décliné l'offre car il aurait été surveillé par un nouvel administrateur-délégué ecclésiastique : « On voulait bien me garder, avec mon titre dans la manchette (parbleu, ils y tenaient, surtout dans les premiers temps de la transition), mes appointements et peut-être mon bureau, que j'aurais pu partager avec le nouvel administrateur-délégué, si je m'étais suffisamment entendu avec lui. Mais ce prêtre, muni de tous les pouvoirs, serait en fait le maître absolu du journal, non pas seulement pour la partie administrative, ce qui m'eut été tout à fait égal, mais surtout pour la direction politique. M. Dassonville insista sur ce dernier point ». L'archevêque de Rennes Mgr Charost, dans une lettre publiée par Le Nouvelliste, affirme que la personne de Delahaye n'était pas en cause et que les responsables de la rupture étaient le marquis Baudry d'Asson, vice-président du conseil d'administration du Nouvelliste, et ses amis, du fait de leur intransigeance à l'égard du PDP. Parallèlement, l'abbé Trochu a traduit Delahaye devant l'Officialité de Rennes pour protester contre « ses procédés de polémiques (...) qui s'apparentent vraiment trop aux méthodes d'Action française ».
Delahaye fonde alors aussitôt, en juillet de la même année, l'hebdomadaire La Province, soutenu par de nombreux aristocrates intransigeants et par des membres démissionnaires du conseil d'administration du Nouvelliste comme le général d'Aboville. Le nouveau périodique s'installe au premier étage du no 3 de la rue d'Orléans. Il a bénéficié de l'appui financier du marquis de Baudry d'Asson, qui a démissionné du conseil d'administration du Nouvelliste, et de François Coty, rencontré à Paris grâce au marquis. Il appuie l'action politique de Coty ; et les journaux de Coty citent en retour les éditoriaux et les campagnes menées par Delahaye.

La ligne politique de l'hebdomadaire est celle que le Nouvelliste avait suivie jusqu'en juin 1928 : « Dans une région comme l'Ouest, devait-on pour s'opposer aux gauches, maintenir l'union entre monarchistes et républicains, tous patriotes, tous hommes d'ordre, tous très respectueux des libertés religieuses, ou devait-on rejeter dans une opposition stérile et désespérée les monarchistes, les considérer tels des Français suspects et indignes ? Devait-on affaiblir l'opposition en la déchirant, en la séparant en deux tronçons ? C'était là toute la question. Nous avons toujours été partisans de l'union, et les démocrates ont été les champions de la division ». Il continue à combattre la franc-maçonnerie, ainsi que « la Juiverie » ; il écrit ainsi dans ses mémoires en 1946, après la Seconde Guerre mondiale donc et l'extermination des juifs européens, qu'il ne mentionne pas : 

« On m'a maintes fois reproché d'être antijuif. je ne suis pas contre un juif, parce qu'il est né juif, qu'il a un nez spécial, et qu'il reste de religion juive. Ce serait non seulement mesquin, idiot et complètement injuste, mais ce serait antichrétien. Si vous respectez un mahométan, un protestant, et vous avez raison, vous devez respecter un juif. Mais, ce que je combats dans le juif, ce n'est pas son attachement plus ou moins sincère à une religion aujourd'hui périmée depuis près de deux cents siècles, c'est sa prétention de dominer tout, de s'emparer de tous les leviers de commande, de prendre la place des autres, donc d'être maîtres d'un pays qui n'est pas le leur. Il y a de bons et braves juifs. Je n'en ai pas connu des tas et des tas, mais j'en ai connu. »

Delahaye a rédigé pratiquement seul son hebdomadaire, et bi-hebdomadaire à partir de 1932, sous différents pseudonymes. Des anciens du Nouvelliste l'ont suivi à La Province, comme son ami Billmann, qui était secrétaire général du quotidien. Il a accueilli cependant des collaborateurs comme Antonin Féron, Emile Bergeron, un des orateurs des Jeunesses patriotes, très hostile à l'école publique, Michel Mêmes, Henri Callé, Henri de Gouyon, Georges Croblanc, Jean Le Trécorrois, un religieux qui fit campagne contre le PDP, jusqu'à ce que l'épiscopat lui interdise de publier dans La Province.
Il fonde en 1929 avec ses amis une Alliance nationale de l'Ouest (ANO), qui entendait rassembler toutes les droites, de l'Action française à l'aile droite de la Fédération républicaine, des Jeunesses patriotes aux Croix-de-Feu puis Parti social français, à l'exception du Parti démocrate populaire détesté et qu'il continue à combattre. L'ANO est présidée par le général de Lesquen, qui a démissionné du Nouvelliste en 1928, puis par Antonin Féron. Delayaye a été un orateur de ses nombreuses réunions, parfois houleuses. Il s'est présenté aux législatives de 1932 à Vannes contre Ernest Pezet, un des fondateurs du PDP, sans succès. Il se présente comme « républicain national ».
Les nouveaux dirigeants du Nouvelliste, l'abbé Jaillier et Amand Terrière, polémiquent avec lui et l'accusent de se compromettre avec l'Action française. Le nouvel archevêque de Rennes depuis 1931, René-Pierre Mignen, déterminé à imposer les nouvelles orientations de la papauté, le raye de la liste des conférenciers des organisations catholiques. L'épiscopat a favorisé le succès de Pezet contre lui en 1932. À la suite d'une polémique avec l'abbé Jaillier en 1933, Delahaye l'attaque devant l'Officialité diocésaine de Rennes. Il est débouté. Suivi par les évêques de la Bretagne, de la Vendée et de la Mayenne, Mgr Mignen en profite pour interdire la lecture de La Province. Delahaye se soumet en octobre 1934 ; il est obligé de signer quatre propositions humiliantes : « Je condamne la doctrine, l'esprit et les méthodes de l'Action française et je (les) rétracte, dans la mesure où je m'en suis inspiré sans jamais avoir appartenu à l'Action française », « Je réprouve la campagne de mensonges et d'insultes dirigée par l'Action française » contre le pape, le nonce et les évêques, « Je regrette très vivement mes manques de respect et de docilité à l'égard de l'autorité ecclésiastique », et « Je reconnais le droit aux catholiques d'appartenir à un parti politique de leur choix, du moment que ce parti n'est pas condamné par l'Eglise ».
Il combat le Front populaire et participe aux meetings de l'Alliance nationale de l'Ouest. À celui de Rennes en octobre 1936, aux côtés de parlementaires de la Fédération républicaine tels Philippe Henriot, Victor Perret, de Lyon, François Boux de Casson, Georges Henri Roulleaux-Dugage, orateurs, de représentants du Parti social français (PSF), d'anciens chefs des ligues dissoutes (l'avocat Perdriel-Vayssière, des Jeunesses patriotes), de parlementaires de l'Ouest (Alexandre Lefas, Étienne Pinault, François Joly, Henri de La Ferronnays (1876-1946), Étienne Le Poullen, Félix Grat), Amand Terrière, rédacteur en chef du Nouvelliste de Bretagne, etc. Au congrès de 1938, aux côtés des mêmes parlementaires, représentants de la Fédération républicaine et anciens chefs des ligues : Henriot, le principal orateur, Victor Perret, Pinault, Joly, Lefas, Perdriel-Vayssière. Et du député Jean Fernand-Laurent, orateur, de Paul Marion, autre orateur, représentant du Parti populaire français, du marquis de l'Estourbeillon, du député Georges Bret, du militant antisémite Henry Coston, de La Libre parole.
Sous l'Occupation, les autorités allemandes lui interdisent de publier son périodique, et il est brièvement arrêté en 1940, pendant 18 jours, en raison selon ses mémoires de ses articles hostiles aux Allemands et à Hitler avant la guerre. L'occupation fut selon lui « une longue période morne et morte » et il s'est astreint à une réserve complète, refusant de paraître aux conférences des collaborationnistes. Il poursuit toutefois son combat contre la franc-maçonnerie. Il présente ainsi en 1943 une conférence de Jean Marquès-Rivière, rédacteur en chef des Documents maçonniques, ce qu'il ne mentionne pas dans ses mémoires. Et il donne quelques articles à l'hebdomadaire pétainiste d'André Quinquette, Le Courrier de Châteaubriant, sans signification politique selon lui.
À la Libération, il fait reparaître La Province, avec l'accord du délégué régional à l'information, Henri Fréville, un démocrate-chrétien, à partir du 12 octobre 1944. Il y mène deux campagnes : une contre « l'ingérence des Comités de libération dans la justice » et leurs « mesquines et souvent atroces vengeances contre d'honnêtes gens », et l'autre en faveur des écoles chrétiennes. Parallèlement, il reprend ses tournées de propagande dès mars 1945. En juin 1945, son périodique est suspendu par le commissaire régional de la République Victor Pierre Le Gorgeu sur le motif que Delahaye aurait demandé à deux reprises l'autorisation de reparaître sous l'Occupation, ce que ce dernier nie dans ses mémoires. Une plainte est déposée contre lui devant la justice militaire. Traduit devant le tribunal militaire de Rennes, il est acquitté. Il est ensuite traduit devant la Cour de justice de Nantes en décembre 1945 pour les articles qu'il a publié dans Le Courrier de Châteaubriant. Il est acquitté mais écope de 5 ans d'indignité nationale tandis que Quinquette est condamné à 4 mois de prison,,.
Il publie en 1946 ses mémoires. Dans lesquelles il peste contre ses adversaires politiques, à commencer par les communistes, qu'il accuse d'avoir voulu « l'empêcher d'écrire et de parler », continue à fustiger le Front populaire, les francs-maçons et les juifs, et leur mainmise sur la France avant 1939. Il moque la fuite en 1940 « d'un tas de politiciens du Front populaire, de juifs enrichis, de francs-maçons internationaux qui avaient la frousse et qui prenaient le bateau avec beaucoup moins le souci de défendre la France que de mettre à l'abri leurs sacs et leurs ambitions », et déplore leur retour. Il dénonce l'épuration pratiquée par « un tas de gauchards qui étaient beaucoup moins patriotes que ceux qu'ils poursuivaient de leur hargne », celle des « excités qui ont prétendu, au lendemain de la libération, accaparer la justice » et leur reproche leur attitude avant guerre : « ils traînaient le drapeau tricolore dans la boue, ils créaient partout des désordres et des troubles sociaux, sabotaient la défense nationale (...) et rêvaient avec le concours des instituteurs socialistes et communistes, tous francs-maçons, d'étouffer l'âme française sous le poids lourd du matérialisme et du laïcisme ». Il critique la nomination de Maurice Thorez comme ministre, et la présence au gouvernement de démocrates chrétiens que n'effraie pas la coexistence avec des ministres communistes, déplore que le général de Gaulle n'ait pas « embrassé » Pétain, afin d'oublier le « méchant passé »; vitupère « la ruée du communisme dans notre vieille France ». Sur un autre plan, évoquant l'abbé Cornou, ancien directeur du Nouvelliste avant 1914, il écrit : « J'avoue qu'en général je n'aime pas beaucoup, et même pas du tout, que les ecclésiastiques s'occupent de journaux d'informations, journaux politiques ou journaux d'affaires ». Car cela les distrait de leur « admirable mission d'apostolat ». Quant à la politique, si un prêtre doit s'y intéresser, il vaut mieux qu'il laisse aux laïcs « le soin de recevoir des coups et l'agrément de les rendre ».
La Province reparaît cependant de juillet 1949 à décembre 1952.

### L'Affaire Seznec
À partir de 1931, il est convaincu de l'innocence de Guillaume Seznec par un ancien juge d'instruction, Victor Hervé. Il donne avec ce dernier de nombreuses conférences en Bretagne et publie des articles dans son périodique pour réclamer la révision du procès de Seznec. Ils accusent à demi-mot Louis Quémeneur, le frère de la victime. S'estimant diffamés, Louis Quémeneur et Jean Pouliquen, beau-frère du conseiller général assassiné, attaquent Hervé et Delahaye en justice. Delahaye et l'ancien juge sont condamnés en 1932 par le tribunal de Rennes à 50 000 francs de dommages et intérêts. Ils perdent également en appel. Delahaye est défendu par un jeune avocat, Me Philippe Lamour.

## Décorations
- Chevalier de la Légion d'honneur (1920)
- Croix de guerre 1914–1918

## Publications
- Franc-maçonnerie, Imprimerie du Nouvelliste, 1928
- Un Reportage dans les Loges Maçonniques, Imprimerie du Nouvelliste, 1929 (Lire en ligne)
- Quarante ans de journalisme 1906-1946, Imprimerie provinciale de L'ouest, 1946
- L'éducation des jeunes personnes au 19e siècle, Langlois